# Avia FL.3
L'Avia FL.3 est un avion biplace d'école et de tourisme italien de la Seconde Guerre mondiale.

## Origine
En 1935 Francis Lombardi, surtout connu pour une série de raids, souhaite produire un appareil de tourisme sportif moderne en Italie. Dessiné par les ingénieurs Cesare Mosso, Ugo Granieri et Pieraldo Mortara, un prototype fut mis en chantier à l’école technique Borgogna de Vercelli. Le prototype L.3 fut équipé d’un moteur Walter Persy provenant du Zlin XII de Francis Lombardi, qui décolla lui-même l’appareil le 6 novembre 1938 à l’occasion d’une visite de Mussolini à Vercelli.
Le nouvel appareil se présentait comme un monoplan à aile basse cantilever de construction mixte. Voilure bilongeron en bois à revêtement partiellement entoilé, comme l’empennage, commandes en bois entoilées. Le fuselage reposait sur quatre longerons métalliques et des cadres en bois, le tout raidi par des câbles d’acier, le revêtement étant en aluminium au droit du moteur, contreplaqué dans la section centrale et entoilé à l’arrière. Le train classique fixe comportait deux roues indépendantes, sans freins, supportés par des triangles en tubes d’acier, et une béquille arrière amortie. Poste de pilotage biplace côte à côte avec petit compartiment à bagages arrière, réservoir de 60 litres entre le cockpit et le moteur.

## Un avion d'entraînement pour la Regia Aéronautica
Tandis que Lombardi créait AVIA et demandait à l’ingénieur Gianini de CNA de concevoir un moteur adapté, le ministère de l’Air italien avait lancé un concours destiné à équiper la fédération nationale aéronautique italienne (RUNA) d’un avion léger d'entraînement de base et de tourisme qui devait s’inscrire dans le nouveau schéma de formation des pilotes militaires. Comme dans d’autres pays, l’Italie souhaitait assurer la formation initiale de ses pilotes dans les clubs et donc limiter la formation en double commande dans les écoles militaires, équipées alors de Breda Ba.25.
En novembre 1938 le Général Zapelloni et le Lt Col Brach-Papa testèrent le L.3 et l’Inspection des Écoles recommanda l’achat de 20 L.3 et 20 CANSA C.5 (it) de présérie pour des essais comparatifs. Sans attendre les résultats de cette évaluation la DGCA passa commande de 50 L.3 de série en mars 1939. En août 1939 un L.3 à moteur CNA D IV fut livré à Guidonia pour essais officiels. En septembre 1939 le Général Zapelloni proposa que l’on commande 150 appareils supplémentaires, dont 100 à livrer avant fin décembre. Le 6 octobre la DGCA commanda 50 L.3 à AVIA et 100 à produire par Agusta. Courant novembre 40 appareils supplémentaires furent commandés à AVIA et 65 à produire par Cascina Costa. Une dernière commande notifiée le 15 décembre 1941 portera la production totale à 335 appareils, dont 5 machines civiles à cockpit fermé. Rebaptisé FL.3, le premier exemplaire de série fut livré à la Regia Aeronautica en mai 1940, le dernier en avril 1942, les avions militaires se distinguant par des saumons de voilure droits, une direction compensée aérodynamiquement et surtout un poste ouvert.

## En service
- Italie : Les livraisons débutèrent au cours de l’été 1940 à la nouvelle école de pilotage de Vibo Valentia, puis à Prugia, Pescara, Fano et Iesi. Il était prévu de réaliser 30 heures d’instruction sur FL.3 puis 25 heures sur Saiman 202 et Saiman 200 (en), mais le nouvel appareil était loin de faire l’unanimité. D’une part une partie de la Regia était hostile à l’idée d’une formation ab-initio sur avion léger, et on reprochait au FL.3 d’être trop facile à piloter, trop difficile à mettre en vrille et pas assez robuste pour passer la voltige. D’autre-part les instructeurs n’étaient pas habitués aux monoplans à aile basse, et on enregistra rapidement de nombreux accidents. Les écoles remplacèrent donc rapidement cet appareil par des machines plus lourdes et plus puissantes et les FL.3 furent distribués aux unités de liaison, au centre d’essais en vol de Centocelle, les sections d’état-major ou les centres vélivoles. C’est d’ailleurs à l’école de planeurs de Cameri que furent regroupés la quinzaine de FL.3 récupérés par l’Aeronautica Nazionale Repubblicana le 8 septembre 1943.

- Croatie : En septembre 1941 une délégation croate examina un FL.3 sur le terrain de Milan-Linate, puis en novembre Nello Raimondo fit une présentation officielle à Zagreb avec le [I-VERC] et le 20 février 1943 furent commandés 10 appareils à postes ouvert [8001/8010]et 10 appareils à poste fermé [8101/8110], devant être utilisés dans la lutte anti-guerilla.

- Allemagne : La Luftwaffe récupéra environ 250 FL.3 début septembre 1943 et semble avoir apprécié la monture pour la formation initiale de ses pilotes puisqu’après inversion de la commande des gaz elle les distribua dans ses propres écoles (FFS A/B 14 de Klagenfurt, A/B 2 de Strasbourg…). On en comptait 145 en service en avril 1944.

## Production d'après-guerre
Début mai 1945 un FL.3 camouflé dans un hangar fut remonté par quelques employés d’Avia et Francis Lombardi obtint de l’officier britannique responsable du terrain de Vercelli de reprendre la construction de l’appareil en dérogation des conventions d’armistice. Une cinquantaine de FL.3 à cabine fermée furent donc encore produits jusqu’en 1947. Ces appareils permirent le redémarrage de l’aviation sportive en Italie. Certains appareils furent remotorisés avec un moteur Continental C65 provenant de Piper L-4 réformés, et un exemplaire reçut même un Walter Mikron III. Sous l’appellation Avia Starlet quelques appareils furent exportés en Suisse en 1946 et en 1947 une école de pilotage utilisant des FL.3 fut ouverte à Rome-Urbe pour former les pilotes de la toute jeune aviation israélienne.

## Des dérivés
- En 1942 une version hydravion fut testé à Gênes.
- Avia FL.3C : Un prototype a reçu un moteur plus puissant et une aile de grand allongement avec fentes Handley-Page de bord d’attaque et des volets et ailerons à fente Junkers. Cet appareil a atteint 8 000 m d’altitude mais le développement fut interrompu en raison d’autres priorités.
- Avia L.4 : Version bimoteur du FL.3, 2 moteurs CNA D IVS de 70 ch et empennage bidérive. Biplace d’entrainement en double commande, ce prototype fut utilisé par le pilote d’essais Nello Raimondo mais aucune production de série ne fut envisagée.
- Avia LM-5 Aviastar : Apparu en 1945, repris par Francis Lombardi & Cie et produit en petite série.